# OpenGL
OpenGL (Open Graphics Library) es una especificación estándar que define una API multilenguaje y multiplataforma para escribir aplicaciones que produzcan gráficos 2D y 3D. La interfaz consiste en más de 250 funciones diferentes que pueden usarse para dibujar escenas tridimensionales complejas a partir de primitivas geométricas simples, tales como puntos, líneas y triángulos. Fue desarrollada originalmente por Silicon Graphics Inc. (SGI) en 1992 y se usa ampliamente en CAD, realidad virtual, representación científica, visualización de información y simulación de vuelo. También se usa en desarrollo de videojuegos, donde compite con Direct3D en plataformas Microsoft Windows.

## Especificación
Fundamentalmente OpenGL es una especificación, es decir, un documento que describe un conjunto de funciones y el comportamiento exacto que deben tener. Partiendo de ella, los fabricantes de hardware crean implementaciones, que son bibliotecas de funciones que se ajustan a los requisitos de la especificación, utilizando aceleración hardware cuando es posible. Dichas implementaciones deben superar unos tests de conformidad para que sus fabricantes puedan calificar su implementación como conforme a OpenGL y para poder usar el logotipo oficial de OpenGL.
Hay implementaciones eficientes de OpenGL para Mac OS, Microsoft Windows, GNU/Linux, varias plataformas Unix y PlayStation 4. Existen también varias implementaciones en software que permiten ejecutar aplicaciones que dependen de OpenGL sin soporte de aceleración hardware. Es destacable la biblioteca de software libre / código abierto Mesa 3D, una API de gráficos sin aceleración hardware y completamente compatible con OpenGL. Sin embargo, para evitar los costes de la licencia requerida para ser denominada formalmente como una implementación de OpenGL, afirma ser simplemente una API muy similar.
La especificación OpenGL era revisada por el OpenGL Architecture Review Board (ARB), fundado en 1992. El ARB estaba formado por un conjunto de empresas interesadas en la creación de una API consistente y ampliamente disponible. Microsoft, uno de los miembros fundadores, abandonó el proyecto en 2003.
El 21 de septiembre de 2006 se anunció que el control de OpenGL pasaría del ARB al Grupo Khronos. Con ello se intentaba mejorar el marketing de OpenGL y eliminar las barreras entre el desarrollo de OpenGL y OpenGL ES. ARB se convirtió dentro de Khronos en el OpenGL ARB Working Group. El subgrupo de Khronos que gestiona la especificación de OpenGL se denomina OpenGL ARB Working Group. Para una relación de los miembros que componen el OpenGL ARB Working Group, véase el apartado Miembros del Grupo Khronos. El gran número de empresas con variados intereses que han pasado tanto por el antiguo ARB como por el grupo actual han hecho de OpenGL una API de propósito general con un amplio rango de posibilidades.
Mark Segal y Kurt Akeley fueron los autores de la especificación original de OpenGL. Chris Frazier fue el editor de la versión 1.1. Jon Leech ha editado las versiones desde 1.2 hasta la presente 3.0.
Las nuevas versiones de las especificaciones de OpenGL son lanzadas por el Khronos Group, cada una de las cuales extiende la API para soportar varias nuevas características. Los detalles de cada versión se deciden por consenso entre los miembros del Grupo, incluidos los fabricantes de tarjetas gráficas, diseñadores de sistemas operativos y empresas de tecnología en general como Mozilla y Google.
Además de las características requeridas por la API principal, los proveedores de unidades de procesamiento gráfico (GPU) pueden proporcionar funcionalidad adicional en forma de extensiones. Las extensiones pueden introducir nuevas funciones y nuevos constantes, y pueden relajar o eliminar restricciones en las funciones existentes de OpenGL. Los proveedores pueden usar extensiones para exponer APIs personalizadas sin necesidad de soporte de otros proveedores o del Khronos Group en su conjunto, lo cual aumenta considerablemente la flexibilidad de OpenGL. Todas las extensiones se recopilan y se definen en el Registro de OpenGL.

## Diseño
OpenGL tiene dos propósitos esenciales:
- Ocultar la complejidad de la interfaz con las diferentes tarjetas gráficas, presentando al programador una API única y uniforme.
- Ocultar las diferentes capacidades de las diversas plataformas hardware, requiriendo que todas las implementaciones soporten la funcionalidad completa de OpenGL (utilizando emulación software si fuese necesario).

El funcionamiento básico de OpenGL consiste en aceptar primitivas tales como puntos, líneas y polígonos, y convertirlas en píxeles. Este proceso es realizado por una pipeline gráfica conocida como Máquina de estados de OpenGL. La mayor parte de los comandos de OpenGL bien emiten primitivas a la pipeline gráfica o bien configuran cómo la pipeline procesa dichas primitivas. Hasta la aparición de la versión 2.0 cada etapa de la pipeline ejecutaba una función prefijada, resultando poco configurable. A partir de la versión 2.0 algunas etapas son programables usando un lenguaje de programación llamado GLSL.
OpenGL es una API basada en procedimientos de bajo nivel que requiere que el programador dicte los pasos exactos necesarios para renderizar una escena. Esto contrasta con las API descriptivas, donde un programador sólo debe describir la escena y puede dejar que la biblioteca controle los detalles para representarla. El diseño de bajo nivel de OpenGL requiere que los programadores conozcan en profundidad la pipeline gráfica, a cambio de darles libertad para implementar algoritmos gráficos novedosos.
OpenGL ha influido en el desarrollo de las tarjetas gráficas, promocionando un nivel básico de funcionalidad que actualmente es común en el hardware comercial; algunas de esas contribuciones son:
- Primitivas básicas de puntos, líneas y polígonos rasterizados.

Proceso en la pipeline de gráficos.

- Una pipeline de transformación e iluminación.
- Z-buffering.
- Mapeado de texturas.
- Alpha blending.

Una descripción somera del proceso en la pipeline gráfica podría ser:
1. Evaluación, si procede, de las funciones polinomiales que definen ciertas entradas, como las superficies NURBS, aproximando curvas y la geometría de la superficie.
2. Operaciones por vértices, transformándolos, iluminándolos según su material y recortando partes no visibles de la escena para producir un volumen de visión.
3. Rasterización, o conversión de la información previa en píxeles. Los polígonos son representados con el color adecuado mediante algoritmos de interpolación.
4. Operaciones por fragmentos o segmentos, como actualizaciones según valores venideros o ya almacenados de profundidad y de combinaciones de colores, entre otros.
5. Por último, los fragmentos son volcados en el Frame buffer.

Muchas tarjetas gráficas actuales proporcionan una funcionalidad superior a la básica aquí expuesta, pero las nuevas características generalmente son mejoras de esta pipeline básica más que cambios revolucionarios de ella.

## Ejemplo
Nota: Cuidado, este ejemplo es únicamente válido con OpenGL 2.1 y versiones anteriores. Hace uso intensivo de funciones actualmente anticuadas.
Primero, limpiamos el buffer de color para empezar en un canvas negro:
```
glClear
(
 
GL_COLOR_BUFFER_BIT
 
);

```

Se establece la matriz modelview, que controla la posición de la cámara respecto a las primitivas que renderizamos. La retrasamos 3 unidades en el eje Z, dejándola apuntando hacia el origen:
```
glMatrixMode
(
 
GL_MODELVIEW
 
);
 
/* Los comandos para matriz modificarán ''modelview'' */

glLoadIdentity
();
 
/* Inicializar ''modelview'' */

glTranslatef
(
 
0
,
 
0
,
 
-3
 
);
 
/* Desplazar 3 unidades en el eje Z */

```

La matriz projection controla la perspectiva aplicada a las primitivas; se utiliza de forma similar a la anterior:
```
glMatrixMode
(
 
GL_PROJECTION
 
);
 
/* Los comandos para matriz modificarán ''projection'' */

glLoadIdentity
();
 
/* Inicializar ''projection'' */

glFrustum
(
 
-1
,
 
1
,
 
-1
,
 
1
,
 
1
,
 
1000
 
);
 
/* Aplicar una proyección en perspectiva */

```

Por último, se dibuja un polígono (un cuadrado verde orientado en el plano XY):
```
glBegin
(
 
GL_POLYGON
 
);
 
/* Inicio de polígono */

glColor3f
(
 
0
,
 
1
,
 
0
 
);
 
/* Establecer color actual a verde */

glVertex3f
(
 
-1
,
 
-1
,
 
0
 
);
 
/* Establecer un vértice */

glVertex3f
(
 
-1
,
 
1
,
 
0
 
);
 
/* Establecer un vértice */

glVertex3f
(
 
1
,
 
1
,
 
0
 
);
 
/* Establecer un vértice */

glVertex3f
(
 
1
,
 
-1
,
 
0
 
);
 
/* Establecer un vértice */

glEnd
();
 
/* Fin de polígono */

```

## Historia
En los años 1980 el desarrollo de software que fuese compatible con un amplio rango de hardware gráfico era un verdadero reto para los desarrolladores. Había que tratar con interfaces muy diferentes y escribir drivers específicos para cada tipo de hardware, resultando muy costoso; por ello, se subcontrataban equipos de programadores para agilizar el desarrollo. Dado que cada equipo trabajaba por separado en sus interfaces, se producía mucho código redundante. Además, era un proceso caro, por lo que varios grupos innovadores aceptaron el reto de encontrar un método mejor.
Al principio de los años 1990 SGI era un grupo de referencia en gráficos 3D para estaciones de trabajo. Suya era la API IRIS GL, considerada puntera en el campo y estándar de facto, llegando a eclipsar a PHIGS, basada en estándares abiertos. IRIS GL se consideraba más fácil de usar y, lo más importante, soportaba renderizado en modo inmediato. Además, PHIGS, aparte de su mayor dificultad, fue considerada inferior a IRIS GL respecto a funcionalidad y capacidad.
La competencia de SGI (Sun Microsystems, Hewlett-Packard e IBM, entre otros) fue capaz de introducir en el mercado hardware 3D compatible con el estándar PHIGS mediante extensiones. Esto fue reduciendo la cuota de mercado de SGI conforme iban entrando diferentes proveedores en el mercado. Por todo ello, en un intento de fortalecer su influencia en el mercado, SGI decidió convertir el estándar IRIS GL en un estándar abierto.
SGI observó que la API IRIS GL no podía ser abierta debido a conflictos de licencias y patentes; también contenía funciones no relevantes para los gráficos 3D como API para ventanas, teclado o ratón (en parte, porque fue desarrollada antes de la aparición del X Window System o de los sistemas NeWS de Sun). Además, mientras iba madurando el soporte del mercado para el nuevo estándar, se pretendía mantener los antiguos clientes mediante bibliotecas añadidas como Iris Inventor o Iris Performer.
El resultado de todo lo anterior fue el lanzamiento del estándar OpenGL.
Algunos de los logros que se consiguieron fueron:
- Estandarizar el acceso al hardware.
- Trasladar a los fabricantes la responsabilidad del desarrollo de las interfaces con el hardware.
- Delegar las funciones para ventanas al sistema operativo.

Con la variedad de hardware gráfico existente, lograr que todos hablasen el mismo lenguaje obtuvo un efecto importante, ofreciendo a los desarrolladores de software una plataforma de alto nivel sobre la que trabajar.
En 1992, SGI lideró la creación del OpenGL Architecture Review Board (OpenGL ARB), grupo de empresas que mantendría y extendería la especificación OpenGL en los años siguientes. OpenGL evolucionó desde IRIS GL, superando su problema de dependencia del hardware al ofrecer emulación software para aquellas características no soportadas por el hardware del que se dispusiese. Así, las aplicaciones podían utilizar gráficos avanzados en sistemas relativamente poco potentes.
En 1994 SGI barajó la posibilidad de lanzar un producto denominado OpenGL++, el cual incluía elementos como una API de scene-graph (basada presumiblemente en la tecnología de Performer). Dicha especificación fue divulgada entre unos pocos grupos interesados, pero nunca apareció finalmente como producto.
En 1995 Microsoft lanzó Direct3D, que se convertiría en el principal competidor de OpenGL. El 17 de diciembre de 1997 Microsoft y SGI iniciaron el proyecto Fahrenheit, esfuerzo cooperativo con el objetivo de unificar las interfaces de OpenGL y Direct3D (y añadir también una API scene-graph). En 1998 se uniría al proyecto Hewlett-Packard. Pese a tener un principio prometedor en estandarizar las API de gráficos 3D, debido a restricciones financieras en SGI y la falta general de apoyo por parte de la industria, fue finalmente abandonado en 1999.
En la GDC de 2015, Khronos Group anunció la API sucesora de OpenGL, llamada Vulkan. Inicialmente, fue presentada por Khronos como "la iniciativa OpenGL de próxima generación", pero luego el nombre fue descartado, quedando Vulkan como definitivo. Vulkan está basado en Mantle, otra API de la empresa AMD, cuyo código fue cedido a Khronos con la intención de generar un estándar abierto similar a OpenGL, pero de bajo nivel.

## Versiones

### OpenGL 1.0
Publicada en enero de 1992.

La primera especificación de OpenGL fue publicada por Mark Segal y Kurt Akeley.

#### OpenGL 1.1
Publicada en enero de 1997.

OpenGL 1.1 se enfocó en el soporte de texturas y formatos de textura sobre hardware de GPU.

Tarjetas gráficas soportadas: todas
| Extensión                       | Id de extensión                  | Funciones                                          |
| ------------------------------- | -------------------------------- | -------------------------------------------------- |
| Vertex Arrays                   | EXT_vertex_array                 | glVertexPointer, glColorPointer, glNormalPointer   |
| Polygon Offsets (depth biasing) | EXT_polygon_offset               | glPolygonOffset                                    |
| RGBA logical blending           | EXT_blend_logic_op               | glBlendFunc                                        |
| Texture Copy and Sub-copy       | EXT_subtexture, EXT_copy_texture | glTexSubImage1D/2D/3D                              |
| Texture Formats                 | EXT_texture                      | RGB, LUMINANCE, ALPHA, INTENSITY (in glTexImage2D) |
| Texture Objects                 | EXT_texture_object               | glGenTextures, glBindTextures                      |

#### OpenGL 1.2
Publicada el 16 de marzo de 1998.

OpenGL 1.2 se enfocó en el soporte de texturas de volumen, píxeles empaquetados, reescalado normal, muestreo de texturas clamped/edge y procesamiento de imágenes.

Tarjetas gráficas soportadas: Rage 128, Rage 128 GL, Rage XL/XC, Rage 128 Pro, Rage Fury MAXX, y todas las tarjetas posteriores.
| Extensión                   | Id de extensión                                                                                      | Funciones                           |
| --------------------------- | --- | ----------------------------------- |
| 3D Volume Textures          | GL_EXT_texture3D                                                                                     | glTexImage3DEXT                     |
| BGRA Texture Format         | GL_EXT_bgra                                                                                          | BGR_EXT, BGRA_EXT (in glTexImage2D) |
| Packed Pixels               | GL_EXT_packed_pixels                                                                                 |                                     |
| Normal Rescaling            | GL_EXT_rescale_normal                                                                                |                                     |
| Separate Specular Color     | GL_EXT_separate_specular_color                                                                       |                                     |
| Texture Coord Edge Clamping | SGIS_texture_edge_clamp                                                                              |                                     |
| Texture LOD Control         | SGIS_texture_lod                                                                                     |                                     |
| Draw Range Elements         | EXT_draw_range_elements                                                                              | glDrawRangeElements                 |
| Image Processing Subset     | EXT_color_table, EXT_convolution, SGI_color_matrix, EXT_histogram, EXT_blend_color, EXT_blend_minmax |                                     |

#### OpenGL 1.2.1
Publicada el 14 de octubre de 1998

OpenGL 1.2.1 fue un lanzamiento menor publicado después de OpenGL 1.2 (16 de marzo de 1998) el cual añadió multi-textura, o unidades de textura, al canal de renderizado. Esto permitió texturas múltiples que son combinadas por píxel durante la rasterización. 

Tarjetas gráficas soportadas: Radeon, Radeon Mobility, Radeon 7500 Mobility, Radeon 8500, Radeon 9000, Radeon 9200, Radeon 9600, Radeon 9800, GeForce 3, GeForce 4Ti, GeForce FX, y todas las tarjetas posteriores
| Extensión       | Id de extensión   | Funciones                                    |
| --------------- | ----------------- | -------------------------------------------- |
| Multi-Texturing | SGIS_multitexture | glActiveTextureARB, glClientActiveTextureARB |

#### OpenGL 1.3
Publicada el 14 de agosto de 2001.

OpenGL 1.3 añadió soporte para textura cubemap, múltiples texturas, multi-muestreo y operaciones de combinación de unidades de textura (añadir, combinar, dot3, border clamp).

Tarjetas gráficas soportadas: Radeon 32/36, Radeon 64/7200, Radeon 7000, Radeo AIW, Radeon 7500, Radeon IGP 320M, Radeon IGP 345M, ES1000, Radeon 8500, Radeon 9000/Pro, Radeon 9100/9200/9250 (Pro & IGP), GeForce 3, GeForce 4Ti, GeForce FX, y todas las tarjetas posteriores.
| Extensión               | Id de extensión             | Funciones            |
| ----------------------- | --------------------------- | -------------------- |
| Compressed Textures     | GL_ARB_texture_compression  |                      |
| Cubemaps                | GL_EXT_texture_cube_map     | TEXTURE_CUBE_MAP_EXT |
| Multi-Sampling          | GL_ARB_multisample          |                      |
| Texture Add             | GL_ARB_texture_env_add      |                      |
| Texture Combine         | GL_ARB_texture_env_combine  |                      |
| Texture Dot3            | GL_ARB_texture_env_dot3     |                      |
| Texture Border Clamping | GL_ARB_texture_border_clamp |                      |
| Matrix Transpose        | GL_ARB_transpose_matrix     |                      |

#### OpenGL 1.4
Publicada el 24 de julio de 2002.

OpenGL 1.4 añadió soporte de sombreado por hardware, coordenadas niebla, generación automática de mipmaps, y modos de textura adicionales.

Tarjetas gráficas soportadas: Quadro DCC, Quadro4 380 XGL, Quadro4 500XGL, 550XGL, Quadro4 700XGL, 750XGL, 900XGL, 980XGL, y todas las tarjetas posteriores.
| Extensión                         | Id de extensión                | Funciones                   |
| --------------------------------- | ------------------------------ | --------------------------- |
| Automatic Mipmaps                 | SGIS_generate_mipmap           |                             |
| Blend Squaring Functions          | GL_NV_blend_square             |                             |
| Depth Textures                    | GL_ARB_depth_texture           | DEPTH_COMPONENT16/24/32_ARB |
| Hardware Shadowing Z-depth        | GL_ARB_shadow                  | COMPARE_R_TO_TEXTURE        |
| Fog Coordinates                   | GL_EXT_fog_coord               |                             |
| Multiple Draw Arrays              | GL_EXT_multi_draw_arrays       |                             |
| Point Parameters                  | GL_ARB_point_parameter         |                             |
| Secondary Color                   | GL_EXT_secondary_color         |                             |
| Separate Blend Functions          | GL_EXT_blend_func_separate     |                             |
| Stencil Wrapping                  | GL_EXT_stencil_wrap            |                             |
| Texture Crossbar Environment Mode | GL_ARB_texture_env_crossbar    |                             |
| Texture LOD Bias                  | GL_EXT_texture_lod_bias        |                             |
| Texture Mirrored Repeat           | GL_ARB_texture_mirrored_repeat |                             |
| Window Raster Position            | GL_ARB_window_pos              |                             |

#### OpenGL 1.5
Publicada el 29 de julio de 2003.

OpenGL 1.5 añadió soporte para objetos de búfer de vértice (VBOs), consultas de oclusión, y amplió las funciones de sombreado.

Tarjetas gráficas soportadas: Radeon X800, Radeon 9600, Radeon 9700, Radeon 9800, GeForce FX, y todas las tarjetas posteriores.
| Extensión                  | Id de extensión             | Funciones                                         | Más Información |
| -------------------------- | --------------------------- | ------------------------------------------------- | --------------- |
| VBOs Vertex Buffer Objects | GL_ARB_vertex_buffer_object | glBindBufferARB, glBufferDataARB, glGenBuffersARB | songho          |
| Occlusion Queries          | GL_ARB_occlusion_query      |                                                   |                 |
| Extended Shadow Functions  | GL_EXT_shadow_funcs         |                                                   |                 |

### OpenGL 2.0
Publicada el 7 de septiembre de 2004.

OpenGL 2.0 añadió soporte para un lenguaje ensamblador basado en GPU verdadero, llamado ARB (diseñado por el Architecture Review Board), que se convertiría en el estándar para vertex y fragment shaders. Las tarjetas publicadas con OpenGL 2.0 fueron las primeras en ofrecer shaders programables por el usuario.

Tarjetas soportadas: Radeon 9650, Radeon 9500, Radeon 9500/9550/9600/9700/9800 (Pro, SE, XT), Radeon X1050, Radeon Xpress 200 / 1100, Radeon X300, Radeon X550, Radeon X600/Pro, Radeon X700, Radeon X800 (VE, SE, GT, Pro), Radeon X850, Radeon Xpress 1250, Radeon X1200, Radeon X1250, Radeon 2100, Radeon X1300, X1550, X1600, X1650, X1800, X1900, X1950 (Pro, XT, GT), GeForce 6800, Quadro 600, Quadro FX 500, Quadro FX 700, Quadro FX 1000, FX 2000, FX 3000, Quadro FX 1400, Quadro FX 1500, Quadro FX 3450, Quadro FX 3500, Quadro FX 4500X2, Quadro FX4500 SDI, y todas las tarjetas posteriores.
OpenGL 2.0 fue concebido por 3Dlabs para abordar las preocupaciones de que OpenGL estaba estancado y carecía de una dirección fuerte. 3Dlabs propuso una serie de importantes adiciones a la norma. La mayoría de estas fueron, en ese momento, rechazadas por el ARB o de otra manera nunca llegaron a realizarse en la forma que 3Dlabs propuso. Sin embargo, su propuesta de un lenguaje de sombreado de estilo C se completó con el tiempo, resultando en la formulación actual del GLSL (OpenGL Shading Language, también slang).Al igual que los lenguajes de sombreado estilo-ensamblador que trataba de sustituir, permite al programador sustituir los fixed-function vertex y el fragment pipe con shaders, aunque esta vez escritos en un lenguaje tipo C de alto nivel.
El diseño de GLSL se destacó por hacer relativamente pocas concesiones a las limitaciones del hardware entonces disponible, lo que recordaba a la tradición anterior de OpenGL estableciendo un objetivo ambicioso, con visión de futuro para los aceleradores 3D en lugar de simplemente seguir el estado de hardware disponible actualmente. La última especificación OpenGL 2.0 incluye soporte para GLSL.
| Extensión               | ID de extensión                | Funciones                          |
| ----------------------- | ------------------------------ | ---------------------------------- |
| Shader Objects          | GL_ARB_shader_objects          |                                    |
| Vertex Programs         | GL_ARB_vertex_program          | glBindProgramARB, glGenProgramsARB |
| Vertex Shaders (VS)     | GL_ARB_vertex_shader           |                                    |
| Fragment Shaders (FS)   | GL_ARB_fragment_shader         |                                    |
| Multiple Render Targets | GL_ARB_draw_buffers            | glDrawBuffers                      |
| Rectangular Texture     | GL_ARB_texture_rectangle       | GL_TEXTURE_RECTANGLE_ARB           |
| Point Sprites           | GL_ARB_point_sprite            |                                    |
| Separate Blend Equation | GL_EXT_blend_equation_separate |                                    |
| Separate Stencil        | GL_EXT_stencil_two_side        |                                    |

#### OpenGL 2.1
El 2 de agosto de 2006 se publicó OpenGL 2.1. Siendo completamente compatible con las versiones anteriores, aporta además nuevas características como:
- Revisión 1.20 del OpenGL Shading Language (GLSL).
- Comandos que soportan la especificación de matrices no cuadradas.
- Objetos Pixel buffer para acelerar el tráfico de imágenes en los buffers en comandos como glTexImage2D y glReadPixels.

Esta funcionalidad corresponde a la extensión ARB_pixel_buffer_object.
- Texturas sRGB.

Esta funcionalidad corresponde a la extensión GL_EXT_texture_sRGB.

### OpenGL 3.0
La versión OpenGL 3.0 fue publicada el 11 de agosto de 2008.
Tarjetas compatibles: GeForce 8 Series ATI HD Radeon 2000 Series.
(Es decir, sólo el hardware compatible con Direct3D 10.0 es capaz de ejecutar OpenGL 3.0.)
Es compatible hacia atrás con todas las versiones anteriores de OpenGL, aunque introduce un nuevo mecanismo para despreciar (deprecate en inglés) funcionalidad obsoleta y así poder simplificar la API en versiones futuras.
Las principales novedades son:
- OpenGL Shading Language versión 1.30 (GLSL)
- Vertex Array Objects.
- Framebuffer Objects más flexibles.
- Texturas y render buffers en coma flotante de 32-bits.
- Soporte para formato en coma flotante de 16-bits para vértices y píxeles.
- Capacidad de almacenar vértices en un buffer tras haber sido transformados.
- Texture arrays
- Z-buffer en coma flotante de 32-bits.

#### OpenGL 3.1
La versión 3.1 (Longs Peak Reloaded) fue publicada el 24 de marzo de 2009, y presenta una serie de características para hacer la API más conveniente de utilizar, además de las características orientadas al rendimiento:
- Lenguaje de Sombreado OpenGL revisión 1.40 (GLSL)
- Texture Buffer Objects - un tipo de nueva textura que contiene una matriz unidimensional de texels
- Uniform Buffer Objects para compartir o actualizar datos de forma rápida
- Texturas normalizadas firmadas (rango ± 1,0)
- Un mínimo de 16 unidades de textura accesibles por el Vertex Shader
- Reinicio de primitiva
- Instancias - dibujo de objetos en múltiples ocasiones a través de la reutilización de los vertex data
- CopyBuffer API para copia rápida de datos, utilizada en conjunto con OpenCL

Con la liberación de la especificación OpenGL 3.1, también fue publicada una extensión de compatibilidad que permite a los desarrolladores acceder a la funcionalidad de OpenGL 1.X/2.X eliminada en OpenGL 3.1. En particular, se mantiene funcionalidad legacy para una amplia línea de soporte.
Funcionalidad heredada eliminada incluye:
- Todas las opciones de función fija
- Modo directo
- Color index mode, por ejemplo, formatos de pixel con paletas de colores

#### OpenGL 3.2
La versión 3.2 fue publicada el 3 de agosto de 2009. Incluye las siguientes características:
- OpenGL Shading Language versión 1.50 (GLSL)
- Soporte de Geometría Shader
- BGRA vértice componente de pedidos
- Fragmento Shader coordinar el control de convención
- Perfecta mapa cubo filtrado
- Fragmento de profundidad de sujeción
- Multisampled texturas y textura de las muestras para lugares específicos de la muestra
- Objetos de sincronización y cerca

#### OpenGL 3.3
Publicada el 11 de marzo de 2010
OpenGL 3.3, simultáneamente lanzado con OpenGL 4.0 y complementada por un conjunto de nuevas extensiones ARB, porta tanta funcionalidad como es posible desde la especificación OpenGL 4.0 para su uso en la generación anterior de hardware GPU. Incluye GLSL 3.30.

### OpenGL 4.0
Publicada el 11 de marzo de 2010

Tarjetas compatibles: Radeon HD serie 5000, nVidia GTX serie 400;
Características:
- OpenGL Shading Language versión 4.00 (GLSL)
- Dos fases de sombreado que permiten a la GPU descargar el teselado geométrico de la CPU.
- Per-shaders fragmento de la muestra y de sombreado programable posiciones fragmento de entrada para mayor calidad de representación y anti-aliasing de flexibilidad.
- Subrutinas Shader para una flexibilidad de programación aumentada significativamente.
- Separación del estado de textura y de los datos de textura mediante la adición de un nuevo tipo de objeto llamado sampler objetos.
- Dibujo de los datos generados por el API de OpenGL o API externos, tales como OpenCL, sin intervención de la CPU.
- Operaciones de 64-bit de coma flotante de doble precisión de sombreado y entradas / salidas para prestar mayor precisión y calidad.
- Mejoras de rendimiento, tales como shaders de geometría en instancias, instancias matrices y una consulta de nuevo temporizador.

#### OpenGL 4.1
Anunciado el 26 de julio de 2010 

Tarjetas soportadas: Nvidia GeForce 400 series, Nvidia GeForce 500 series, ATI Radeon HD 5000 series, AMD Radeon HD 6000 Series
Esta nueva versión añade estas características adicionales a la especificación, muchas de las cuales ayudan a ponerla en consonancia con las de Direct3D 11:
- Lenguaje de sombreado OpenGL (GLSL) 4.1
- Compatibilidad completa con OpenGL para sistemas integrados (OpenGL ES) 2.0
- Reducción de tiempos de recompilación
- La capacidad de vincular los programas de forma individual a las cinco etapas programables (Vertex, Control de mosaico, Evaluación del Teselado, la Geometría, y Fragmento)
- Mejoras a la coma flotante general de 64 bits compatible con agregado en OpenGL 4.0

#### OpenGL 4.2
Publicado el 8 de agosto de 2011 

Tarjetas soportadas: Nvidia GeForce 400 series, Nvidia GeForce 500 series, ATI Radeon HD 5000 series, AMD Radeon HD 6000 Series, ATI Radeon HD 7000 series
- Soporte para shaders con contadores atómicos y load/store/atomic read-modify-write operations en un único nivel de una textura.
- Capacidad de capturar geometría de la GPU en mosaico y dibujar varias instancias de una "transform feedback " para que los objetos complejos sean fácilmente replicados o cambiados de posición.
- OpenGL puede modificar ahora un subconjunto arbitrario de una textura comprimida sin necesidad de volver a descargar toda la textura a la GPU llevando esto a un mayor rendimiento.
- Soporte para empaquetar varios valores de 8 bits y 16 bits en un único valor de 32 bits, llevando a un procesamiento más eficiente del shader y presión reducida en la memoria y el ancho de banda.

#### OpenGL 4.3
Publicado el 6 de agosto de 2012
Tarjetas Soportadas: Nvidia GeForce 400 series, Nvidia GeForce 500 series, Nvidia GeForce 600 series, ATI Radeon HD 8000 series
- Incluye la versión más actualizada de GLSL en su versión 4.30 (OpenGL Shading Language).
- Cálculo de shaders que aprovechan el paralelismo de la GPU para todo lo relacionado con geometría o gráficos.
- Almacenamiento en búfer de objetos Shader.
- Consultas de parámetros de texturas para hallar los límites que las plataformas pueden tener para procesar las mismas.
- Alta calidad de comprensión en texturas ETC2/EAC como característica estándar.
- Compatibilidad total con las API de OpenGL ES 3.0.
- Capacidades de depuración que permiten recibir mensajes de depuración mientras se desarrolla la aplicación.
- Vistas de texturas para análisis de las mismas en diferentes formas sin replicación de datos.
- Incrementa la seguridad de la memoria.
- Una extensión multi-aplicación que añade robustez al sistema, e impide que las aplicaciones que provoquen un fallo y tengan que resetearse afecten a otras que estén en ejecución.

#### OpenGL 4.4
Publicado el 22 de julio de 2013
- Control de colocación de tampones
- Consultas asincrónicas eficientes
- Diseño de variables de sombreado
- Encuadernación eficiente de múltiples objetos
- Portabilidad optimizada de aplicaciones Direct3D
- Extensión de textura sin encuadernación
- Extensión de textura escasa

#### OpenGL 4.5
Publicado el 11 de agosto de 2014
Tarjetas Soportadas: Nvidia GeForce 400 series y nuevas, también Tegra K1 y Tegra X1.
- Direct State Access (DSA)- Acceso de estado directo[39]
- Flush Control - Mejorado el sistema de multiproceso.
- Robustness - Mejoras en el WebGL.
- OpenGL ES 3.1 API y compatibilidad de shaders.

#### OpenGL 4.6
Publicado el 17 de julio del 2017
- Procesamiento de geometría del lado de la GPU más eficiente
- Ejecución de sombreado más eficiente (AZDO)
- Más información a través de estadísticas, consulta de desbordamiento y contadores
- Mayor rendimiento sin contextos de manejo de errores
- Sujeción de la función de desplazamiento de polígono, resuelve un problema de representación de sombras
- Sombreadores SPIR-V
- Filtrado anisotrópico mejorado

Soporte de hardware: AMD Radeon HD 7000 Series y posteriores (sombreadores FP64 implementados por emulación en algunas GPU TeraScale), Intel Haswell y posteriores, Nvidia GeForce 400 series y posteriores

## Documentación
La popularidad de OpenGL se debe en parte a su detallada documentación oficial. El OpenGL ARB ha publicado una serie de manuales actualizados conforme la API iba evolucionando. Son fácilmente reconocibles (y conocidos) por el color de sus tapas:
- El Libro Rojo - The Red Book: The OpenGL Programmer's guide. ISBN 0-321-33573-2

Libro de referencia y tutorial. Considerado libro de cabecera para programadores de OpenGL.
- El Libro Azul - The Blue Book: The OpenGL Referencia manual. ISBN 0-321-17383-X

En esencia, una copia de la páginas del man de OpenGL.
Incluye un póster desplegable con el diagrama de la estructura de una implementación ideal de OpenGL.
- El Libro Verde - The Green Book: Programming OpenGL for the X Window System. ISBN 0-201-48359-9

Libro sobre la interfaz X11 y GLUT.
- El Libro Alpha (de tapa blanca) - The Alpha Book: OpenGL Programming for Windows 95 and Windows NT. ISBN 0-201-40709-4

Libro sobre la interfaz de OpenGL en plataformas de Microsoft Windows.
Para OpenGL 2.0 y posteriores:
- El Libro Naranja - The Orange Book: The OpenGL Shading Language. ISBN 0-321-33489-2

Libro de referencia y tutorial para GLSL.

## Extensiones
El estándar OpenGL permite a los fabricantes añadir nuevas funcionalidades adicionales mediante extensiones conforme aparecen nuevas tecnologías. Dichas extensiones pueden introducir nuevas funciones y constantes, y suavizar o incluso eliminar restricciones en funciones ya existentes. Cada fabricante dispone de una abreviatura que le identifica en el nombre de sus nuevas funciones o constantes. Por ejemplo, la abreviatura de NVIDIA (NV) aparece en la definición de su función glCombinerParameterfvNV() y su constante GL_NORMAL_MAP_NV.
Es posible que varios fabricantes se pongan de acuerdo en implementar la misma funcionalidad extendida. En ese caso, se usa la abreviatura EXT. Incluso puede ocurrir que el ARB adopte la extensión, convirtiéndose así en estándar y utilizando la abreviatura ARB en sus nombres. La primera extensión ARB fue GL_ARB_multitexture, presentada en la versión 1.2.1. Siguiendo el camino marcado por la extensión, el multitexturing no es ya una extensión opcional, sino que entró a formar parte del núcleo de OpenGL desde la versión 1.3.
Antes de usar una extensión, los programas deben comprobar su disponibilidad y, después, acceder a las nuevas funcionalidades ofrecidas. Este proceso es dependiente de la plataforma, pero bibliotecas como GLEW y GLEE lo simplifican.
Las especificaciones para la mayor parte de las extensiones pueden encontrarse en el registro oficial de extensiones.

## Vulkan
Vulkan, anteriormente denominada "Iniciativa OpenGL de próxima generación" (glNext), es un esfuerzo de rediseño básico para unificar OpenGL y OpenGL ES en una API común que no será compatible con las versiones anteriores de OpenGL.
La versión inicial de Vulkan API se lanzó el 16 de febrero de 2016.

## Bibliotecas de utilidades
Se han programado varias bibliotecas externas que añaden características no disponibles en el propio OpenGL. Algunas de ellas son:
- GLU: Ofrece funciones de dibujo de alto nivel basadas en primitivas de OpenGL. Las funciones de GLU se reconocen fácilmente pues todas empiezan con el prefijo glu.

- GLUT: API multiplataforma que facilita una rudimentaria funcionalidad para el manejo de ventanas e interacción por medio de teclado y ratón.

- GLUI: Interfaz de usuario basada en GLUT; proporciona elementos de control tales como botones, cajas de selección y spinners. Es independiente del sistema operativo, sustentándose en GLUT para manejar los elementos dependientes del sistema.